# Paillaco
Paillaco é uma comuna chilena localizada na Província de Valdivia, Região de Los Rios.

## História
O surgimento de Paillaco, que na língua mapuche significa "águas tranqüilas", está muito ligado a chegada da ferrovia em 1895. Esta denominação foi estrutura na significância que a tradução de "Paillaco" é uma palavra de origem mapuche e que esta divida em Pailla (Paila) e Co (Água). Esta denominação não tem validade ao considerar que o utensílio denominado "paila", como é conhecido hoje em dia, pertence aos colonizadores espanhóis que o trouxeram ao "Chile". 
Seus primeiros habitantes abriram um pequeno armazém junto à estacão com o objetivo de prover de alimentos e outras mercadorias aos ferroviários que se estabeleceram temporariamente nesta zona para abastecer de brita as obras da linha entre Purey e Osorno. 
Em 1895 foi concluído o trecho entre Osorno e Pichi-Ropulli. Um ano depois foi instalada a ponte metálica do rio Collilelfu, próximo à estação local e logo entraria em operação a linha Paillaco-Valdivia. 
Em 1902 a ferrovia uniu Pichi-Ropulli com Antilhue. Em 1913 foi construída a linha férrea que une Santiago com Puerto Montt (fonte: Paillacochile).

## Geografia
A comuna localiza-se às márgens da Principal rodovia do país, a Ruta 5-CH, limitando-se: a norte com Valdivia e Los Lagos; a leste com Futrono; a oeste com Corral; a sul com La Unión. 
Dados estatísticos levantados no Censo 2002:
- Habitantes: 19.237
- Superfície Comunal: 896 km<sup)2
- Habitantes por km<sup)2: 21,47
- População Masculina: 9.620
- População Feminina: 9.617
- Porcentagem de População Rural: 48,16%
- Porcentagem de População Urbana: 51,84%
- Porcentagem de População Comunal na Região: 1,79%
- Hospitais: 1
- Consultórios: 1
- Companhias de Bombeiros: 3
- Estacões de serviço (postos de combustível): 2